# Arend De Keysere
Arend De Keysere (Arnoldus Cæsaris, Arnoul de Keysere; * um 1450 in Gent; † 1490) war ein Drucker von Inkunabeln in Flandern.
De Keysere, der seine Ausbildung zum Drucker vermutlich in Frankreich bekam, begann 1480 in Oudenaarde zu drucken. Zwischen 1483 und seinem Tod im Jahr 1490 lebte und arbeitete er in Gent. 
De Keysere hat folgende Werke produziert: insgesamt 33 Werke, davon 13 Ablassbriefe, 9 theologische Werke und 5 offizielle Drucke. 23 dieser Werke waren in Lateinisch, 8 in Niederländisch und 3 in Französisch verfasst. Zwei Werke sind mit Holzschnitten versehen.